# Marco Nozza
Marco Nozza (Caprino Bergamasco, 28 novembre 1926 – Milano, 14 maggio 1999) è stato un giornalista e saggista italiano.

## Biografia
Marco Nozza si laurea in Lettere Moderne all'Università Cattolica del Sacro Cuore di Milano nel 1948. Per sei anni è professore di storia, insegnando al collegio di Celana.
Si fa notare scrivendo poesie e Andrea Spada lo chiama a lavorare come cronista a L'Eco di Bergamo nel 1954, dove rimarrà fino al 1962. In quell'anno pubblicò, assieme a Indro Montanelli, per Rizzoli una biografia di Giuseppe Garibaldi, diventata rapidamente un bestseller.
Prosegue scrivendo il libro Mazzini Giuseppe contumace, altro libro di argomento storico.
Dal 1962 al 1966 lavorerà a L'Europeo, facendo dapprima apprendistato nel grande giornale e successivamente realizzando le sue prime inchieste. In seguito arrivò al quotidiano Il Giorno, diretto da Italo Pietra, che non avrebbe più lasciato.
Per la strage di Piazza Fontana (12 dicembre 1969), Il Giorno è fra i pochi giornali che prendono le distanze dalla pista della "bomba anarchica" e Nozza è fra i giornalisti che seguono gli sviluppi dell'inchiesta, insoddisfatto delle versioni governative. Da questo momento il suo impegno giornalistico lo assorbirà in tutti i maggiori avvenimenti violenti degli anni di piombo, da Valpreda al caso Pinelli, dal caso Lavorini al delitto del commissario Calabresi, dalle uccisioni dei magistrati, gli attentati dei terroristi rossi e neri, passando per i cortei di protesta del sabato
Dà vita, con Guido Nozzoli, Morando Morandini e Giorgio Bocca, al BCD, Bollettino di controinformazione democratica.
Con Camilla Cederna, Giorgio Bocca, Giampaolo Pansa, Corrado Stajano, Ermanno Rea, Marco Fini e altri, ha scritto Le bombe di Milano (Guanda, 1970).
L'antologia, pubblicata postuma, Il pistarolo contiene i suoi pezzi migliori di giornalismo investigativo (il Saggiatore, 2006).
Nel 1967 ha vinto il Premiolino e, nel 1973 il Premio Saint Vincent per il giornalismo.
Dal suo libro Hotel Meina è stato ricavato nel 2007 il film omonimo di Carlo Lizzani, Hotel Meina.

## Opere
- Marco Nozza-Indro Montanelli, Garibaldi, Rizzoli, Milano, Iª ed. 1962, pp. 629; Collana SuperBur Saggi, BUR, Milano, 2002; Collana Storie e Biografie, BUR, Milano, 2007, ISBN 978-88-17-01509-7.
- Mazzini Giuseppe contumace. Una congiura di cui doveva rimaner vittima Mazzini, e di cui furono protagonisti i servizi segreti italiano e francese di cento anni fa! Una documentazione inedita e straordinaria, Sugar, Milano, Iª ed. 1966, pp. 245.
- Valpreda, in Le bombe di Milano, Guanda, Parma, 1970.
- Hotel Meina. La prima strage di ebrei in Italia, Collezione Le Scie, Mondadori, Milano, Iª ed. 1993, ISBN 978-88-04-37577-7, pp. IX-309; prefazione di Giorgio Bocca, Collana Storica, Net, 2005, ISBN 978-88-515-2145-5; Collana Saggi, Il Saggiatore tascabili, Milano, 2008, ISBN 978-88-565-0013-4.
- Un delitto in Barbagia, in  AA.VV., Nera, maledetta nera, Milano, RCS Periodici, 2004, SBN RAV2162112.
- Il pistarolo. Da Piazza Fontana. Trent'anni di storia raccontati da un grande cronista. Introduzione di Corrado Stajano, Collana Nuovi saggi, Il Saggiatore, Milano, Iª ed. 2006, ISBN 978-88-428-1429-0, pp. 383; Collana Saggi, Il Saggiatore Tascabili, Milano, 2011, ISBN 978-88-565-0236-7.
- L'altra Chiesa. A cinquant'anni dal Concilio Vaticano II, testi di Andrea Riccardi, Giancarlo Zizola, Luigi Barzini, Carlo Bo, Jean Daniélou, Marco Nozza, Milano, RCS Periodici, 2012, SBN UBO4016896.